# رامبد
رامبد، نام و نام خانوادگی در زبان فارسی است و ممکن است به هر یک از اشخاص زیر اشاره داشته باشد:
- رامبد جوان، بازیگر
- رامبد شکرابی، بازیگر